# Microlaimus cyatholaimoides
Microlaimus cyatholaimoides is een rondwormensoort uit de familie van de Microlaimidae. De wetenschappelijke naam van de soort is voor het eerst geldig gepubliceerd in 1922 door de Man.